# Complexe igné
Cet article court présente un sujet plus développé dans : Intrusion stratifiée.
Un complexe igné est une formation géologique constituée de roches magmatiques différentes mais cogénétiques.
Il s'agit en général d'intrusions stratifiées ultramafiques à mafiques, mais le terme complexe igné est un peu plus général : on l'emploie aussi pour désigner certains plutons majoritairement granitiques comme le complexe de l'Aber-Ildut en Bretagne (France), voire des complexes magmatiques formés par impact cosmique comme le complexe igné de Sudbury (en) en Ontario (Canada).